# Pristimera caribaea
Pristimera caribaea är en benvedsväxtart som först beskrevs av Ignatz Urban, och fick sitt nu gällande namn av Albert Charles Smith. Pristimera caribaea ingår i släktet Pristimera och familjen Celastraceae. Inga underarter finns listade.